# (6946) 1980 RX1
1980 أر أكس 1 (ويعرف أيضًا باسم (6946) 1980 أر أكس 1 وفق تسمية الكوكب الصغير) (بالإنجليزية: 1980 RX1)‏ هو كويكب ضمن حزام الكويكبات؛ وترتيبه 6946 من حيث الاكتشاف.
اكتُشف هذا الجُرم الفلكي بواسطة Léo Houziaux‎ ‏ في 15 سبتمبر 1980.

## وصلات خارجية
- (6946) 1980 RX1 في قاعدة بيانات مختبر الدفع النفاث لأجرام النظام الشمسي الصغيرة

- الاكتشاف · مخطط المدار ·  العناصر المدارية · المعلمات المادية

- (6946) 1980 RX1 على موقع ويكي سكاي: DSS2, SDSS, GALEX, IRAS, Hydrogen α, X-Ray, Astrophoto, Sky Map, Articles and images